# Darren Balmforth
Darren Bruce Balmforth (født 16. oktober 1972 i Hobart) er en australsk tidligere roer.
Balmforth var med i letvægtsotteren, der ved VM i 1997 vandt guld. Han skiftede herefter til letvægtsfireren, der vandt bronze ved VM 1998 og sølv 1999, i begge tilfælde med den danske "guldfirer" som verdensmestre.
Ved OL 2000 i Sydney vandt australierne med en besætning bestående af Simon Burgess, Robert Richards, Anthony Edwards og Balmforth deres indledende heat og semifinalen i letvægtsfireren. Her var de danske favoritter ikke så overlegne; de måtte blandt andet gennem opsamlingsheatet, inden de også var klar til finalen. Her snød Frankrig imidlertid begge disse nationer og vandt guld, mens Australien vandt sølv, 0,41 sekund efter, og Danmark måtte nøjes med bronze, et pænt stykke længere nede.

## OL-medaljer
- 2000:  Sølv i letvægtsfirer